# Nené (ur. 1996)
Feliciano João Jone znany jako Nené (ur. 15 listopada 1996 w Chimoio) – mozambicki piłkarz grający na pozycji defensywnego pomocnika. Od 2022 jest zawodnikiem klubu Black Bulls.

## Kariera klubowa
Swoją karierę piłkarską Nené rozpoczął w klubie GDR Textáfrica. W sezonie 2015 zadebiutował w jego barwach w drugiej lidze mozambickiej. W sezonie 2016 awansował z nim do pierwszej ligi. W latach 2018–2021 występował w CD Costa do Sol. W sezonie 2018 zdobył z nim Puchar Mozambiku, a w sezonie 2019 został mistrzem kraju. W 2022 przeszedł do Black Bulls. W sezonach 2022 i 2023 wywalczył z nim dwa wicemistrzostwa Mozambiku. W 2023 zdobył też krajowy puchar.

## Kariera reprezentacyjna
W reprezentacji Mozambiku Nené zadebiutował 28 czerwca 2017 roku w wygranym 2:1 meczu Pucharu COSAFA 2017 z Seszelami, rozegranym w Phokeng. W 2024 roku powołano go do kadry na Puchar Narodów Afryki 2023. Rozegrał w nim dwa mecze, grupowe z Egiptem (2:2) i z Ghaną (2:2).